# Wake-on-LAN

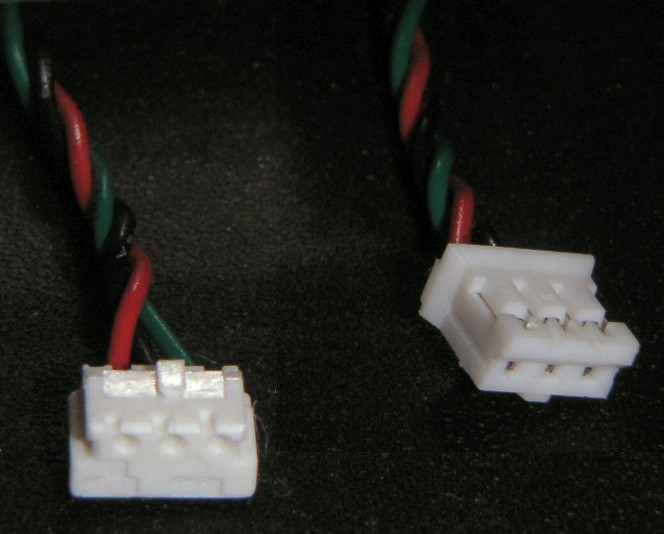
Conectores Wake-on-LAN.

Wake-on-LAN, ou sua abreviatura Wol, é um padrão desenvolvido em 1996 para rede Ethernet que permite que um computador seja ligado ou “acordado” por uma mensagem de rede. A mensagem pode ser enviada por um simples programa, executado por outro na rede local ou remotamente.
O padrão Wake on Lan é uma implementação na placa-mãe do computador; sendo assim, independe da ação do sistema operacional para controlar seu comportamento. Nas interfaces externas anteriores ao padrão PCI 2.2, havia a necessidade de se conectar um cabo WOL de 3 pinos desta interface para a placa mãe. Nos dispositivos de rede on-board e os externos após o padrão PCI 2.2, o reconhecimento é automático.
Para ser utilizado, o Wake on Lan deve ser ativado na seção Gerenciamento de energia, no utilitário de configuração da BIOS. Pode ser necessário configurar a ativação de energia na interface de rede quando o computador for desligado.